# 高知県立高知ろう学校
高知県立高知ろう学校（こうちけんりつ こうちろうがっこう）は、高知県高知市中万々にある県立聾学校。聴覚障害のある幼児・児童・生徒が学ぶ。

## 所在地
- 高知市中万々78番地
  - JR四国 土讃線 円行寺口駅 から徒歩約5分

## 設置学部
- 幼稚部
- 小学部
- 中学部
- 高等部
  - 普通科
  - 産業技術科（産業工芸、被服、理美容、自動車塗装）
- 専攻科（2年）

## 沿革
- 1929年（昭和4年）4月1日 - 盲聾学校として開校。
- 1948年（昭和23年）4月1日 - 高知県立盲学校、高知県立ろう学校と改称。同時に、高等部を設置し、木工科、被服科、理容科を設ける。
- 1949年（昭和24年）5月2日 - 幡多郡中村町に高知県立ろう学校幡多分校を設置。
- 1952年（昭和27年）8月 - 盲学校と聾学校を分離。
- 1954年（昭和29年）4月1日 - 高等部に美容科を設置。
- 1957年（昭和32年）4月1日 - 高等部に専攻科を設置。
- 1959年（昭和34年）7月15日 - 現称に名称変更。分校は「高知県立幡多ろう学校」として独立。
- 1962年（昭和37年）
  - 4月1日 - 幼稚部を設置。
  - 9月 - 高等部に自動車塗装科を設置。
- 1972年（昭和47年）3月31日 - 「高知県立幡多ろう学校」が閉校となり、県内唯一の聾学校になる。
- 1973年（昭和48年）4月1日 - 木工科を産業工芸科に改称。
- 1990年（平成2年）4月1日 - 高等部に理美容科を設置。
- 1992年（平成4年）4月1日 - 高等部に普通科、産業技術科を、高等部専攻科に理美容科を設置。